# Alekszandrovszkoje (Alekszandrovszkojei járás)
Alekszandrovszkoje (oroszul: Александровское) falu Oroszország Tomszki területén, Nyugat-Szibériában, az Alekszandrovszkojei járás székhelye. 
Népessége: 7211 fő (a 2010. évi népszámláláskor).

## Elhelyezkedése
A Tomszki terület északnyugati részén, Tomszk területi székhelytől 670 km-re, a Középső-Ob bal partján, mocsaras, tajgával borított területen helyezkedik el.

## Története
A falut 1826-ban említik először írott források, akkor még Nyizsnyeje-Lumpokolszkoje, vagyis „a hantik alsó szállása” néven. Amikor Matthias Castrén finn néprajzkutató 1845. évi expedícióján felkereste, ezt írta róla: „Nyizsnyij Lumpokolszk szánalmas kis falu, mely egy düledező templomból, három rozoga orosz kunyhóból és három orosz módra készült jurtából áll.” 1924-ben nevezték át mai nevére. Az 1930-as években lélekszáma jelentősen megnőtt a kollektivizálás és a tömeges kényszeráttelepítések következtében.
A járásban a gáz- és olajipar 1960-as és 70-es években kezdődött fellendülése a falu fejlődését is elősegítette. Betonetonutak készültek, kórház, iskola, kultúrház épült. 1969-ben készült el a falut Nyizsnyevartovszkkal összekötő olajvezeték, majd Alekszandrovszkojeból távolsági olajvezetéket fektettek le Anzsero-Szudzsenszkbe az ottani tároló- és elosztóállomásig. Az Ob medrét is keresztező 1220 mm átmérőjű, több mint 800 km hosszú csővezetéket 1972-ben helyezték üzembe. 

## 21. század
2001 óta a faluban kisebb kapacitású olajfeldogozó üzemel. A település egykori híres halkombinátja, melyet 1941-ben a Krím-félszigeti Kercsből költöztettek az Ob partjára, az 1990-es évek végéig működött. A helyén 2020 nyarán magánvállalkozásban új halkonzerv üzem kezdte meg a termelést.